# Узень – Актау (етанопровід)
Узень – Актау (етанопровід) – трубопровід у Казахстані, котрий призначався для постачання нафтохімічної сировини.
Споруджена у другій половині 1970-х установка парового крекінгу в Актау була розрахована на піроліз етану. Останній мав вилучатись на Казахському газопереробному заводі у Жанаозені (центральна частина півострова Мангишлак) та транспортуватись до розташованого на узбережжі Каспійського моря Актау за допомогою трубопроводу довжиною 129 км та діаметром 300 мм.
У підсумку так і не вдалось досягнути проектних показників транспортування по етанопроводу – спершу Казахський ГПЗ зміг вийти на рівень вилучення лише 60 тисяч тонн етану на рік (що складало біля 40% від потреби майданчику в Актау), а у 1993-му внаслідок пожежі припинила діяльність сама піролізна установка, робота якої станом на другу половину 2010-х так і не була відновлена.